# Jengen
Jengen – miejscowość i gmina w południowych Niemczech, w kraju związkowym Bawaria, w rejencji Szwabia, w regionie Allgäu, w powiecie Ostallgäu, wchodzi w skład wspólnoty administracyjnej Buchloe. Leży w Allgäu, około 27 km na północ od Marktoberdorfu, przy autostradzie A96 i drodze 12.

## Dzielnice
W skład gminy wchodzą następujące dzielnice: Jengen, Beckstetten, Eurishofen, Koneberg, Ummenhofen, Weicht i Weinhausen.

## Demografia
| Rok  | Liczba mieszk. |
| ---- | -------------- |
| 1970 | 1 612          |
| 1987 | 1 709          |
| 2000 | 2 257          |
| 2005 | 2 375          |

## Polityka
Wójtem gminy jest Franz Hauck, rada gminy składa się z 14 osób.
|      | KWV | FWV Beckstetten | ÜWV Weinhausen | FWV Weicht | FWB Ummenhofen | FWV Eurishofen | Razem |
| 2008 | 6   | 2               | 2              | 2          | 1              | 1              | 14    |
| 2002 | 5   | 3               | 2              | 2          | 1              | 1              | 14    |